# Élections européennes dans la Somme
Depuis 1979, neuf élections européennes ont eu lieu afin d'élire les députés européens. Cette page présente les résultats de ces élections dans la Somme.

## 2024
|             | La France revient ! Avec Jordan Bardella et Marine Le Pen Rassemblement national - L'Avenir français | 90 592  | 42,56  |  |  |  |
|             | Besoin d'Europe Renaissance - Mouvement démocrate - Horizons - Union des démocrates et indépendants - Parti radical - Fédération progressiste | 29 249  | 13,74  |  |  |  |
|             | Réveiller l'Europe Parti socialiste - Place publique | 18 456  | 8,67   |  |  |  |
|             | La France insoumise - Union populaire La France insoumise - Gauche écosocialiste - Parti ouvrier indépendant - Révolution écologique pour le vivant | 14 934  | 7,02   |  |  |  |
|             | La droite pour faire entendre la voix de la France en Europe Les Républicains - Les Centristes | 14 238  | 6,69   |  |  |  |
|             | Alliance rurale Résistons - Le Mouvement de la ruralité | 9 626   | 4,52   |  |  |  |
|             | La France fière, menée par Marion Maréchal et soutenue par Eric Zemmour Reconquête - Mouvement conservateur | 9 186   | 4,32   |  |  |  |
|             | Gauche unie pour le monde du travail soutenue par Fabien Roussel Parti communiste français - Gauche républicaine et socialiste - L'Engagement (parti politique fondé par Arnaud Montebourg) - Mouvement républicain et citoyen - Les Radicaux de gauche | 6 298   | 2,96   |  |  |  |
|             | Europe Écologie Europe Écologie Les Verts | 6 088   | 2,86   |  |  |  |
|             | Parti animaliste - Les animaux comptent, votre voix aussi Parti animaliste | 5 759   | 2,71   |  |  |  |
|             | Écologie au centre - Égalité Europe Écologie - Régions unies d'Europe - Génération animal - Jeunes Ecqo - La France autrement | 1 986   | 0,93   |  |  |  |
|             | Lutte ouvrière - Le camp des travailleurs Lutte ouvrière | 1 511   | 0,71   |  |  |  |
|             | Asselineau-Frexit, pour le pouvoir d'achat et pour la paix Union populaire républicaine | 1 422   | 0,67   |  |  |  |
|             | L'Europe ça suffit Les Patriotes - Via, la voie du peuple | 1 365   | 0,64   |  |  |  |
|             | Écologie positive et territoires Cap21 - Le Trèfle - Les nouveaux écologistes | 686     | 0,32   |  |  |  |
|             | Équinoxe : écologie pratique et renouveau démocratique Équinoxe | 349     | 0,16   |  |  |  |
|             | Europe Territoires Écologie Parti radical de gauche - Régions et peuples solidaires - Volt France - Mouvement des progressistes - Mouvement des citoyens - Collectif des sociaux-démocrates réformateurs                                                | 325     | 0,15   |  |  |  |
|             | Pour un monde sans frontières ni patrons, urgence révolution ! Nouveau Parti anticapitaliste – Révolutionnaires | 164     | 0,08   |  |  |  |
|             | Nous le peuple République souveraine - Appel au peuple | 313     | 0,15   |  |  |  |
|             | Parti des citoyens européens, pour l'armée européenne, pour l'Europe sociale, pour la planète ! Parti des citoyens européens - La France a des Elles | 98      | 0,05   |  |  |  |
|             | Forteresse Europe - Liste d'unité nationaliste Les Nationalistes | 96      | 0,05   |  |  |  |
|             | Parti pirate | 92      | 0,04   |  |  |  |
|             | Espéranto langue commune Europe Démocratie Espéranto | 67      | 0,03   |  |  |  |
|             | Free Palestine Union des démocrates musulmans français | 44      | 0,02   |  |  |  |
|             | Non à l'UE et à l'OTAN, communistes pour la paix et le progrès social Association nationale des communistes | 28      | 0,01   |  |  |  |
|             | « Pour le pain, la paix, la liberté ! » présentée par le Parti des travailleurs Parti des travailleurs | 22      | 0,01   |  |  |  |
|             | France Libre France libre - Union de la Résistance | 16      | 0,01   |  |  |  |
|             | La ruche citoyenne La ruche citoyenne - Nouvelle organisation unie et solidaire - Coalition européenne, Résistance et liberté - Le Chapiteau | 14      | 0,01   |  |  |  |
|             | Changer l'Europe Nouvelle Donne - Allons enfants | 12      | 0,01   |  |  |  |
|             | Paix et décroissance Écologie politique, pacifisme et objection de croissance - Brouette - Décroissance Élections | 12      | 0,01   |  |  |  |
|             | Défendre les enfants Divers mouvements associatifs | 11      | 0,01   |  |  |  |
|             | Parti révolutionnaire communistes | 8       | 0,00   |  |  |  |
|             | Non ! Reprenons-nous en mains Rester libre | 7       | 0,00   |  |  |  |
|             | Pour une démocratie réelle : décidons nous-mêmes ! Décidons nous-mêmes ! - Decidemos - Tout par le peuple - Démocratie Réelle - RIC-France - Culture-RIC - Oui au RIC                                                                                   | 6       | 0,00   |  |  |  |
|             | Liberté démocratique française | 2       | 0,00   |  |  |  |
|             | Démocratie représentative | 2       | 0,00   |  |  |  |
|             | Pour une autre Europe Fédération citoyenne | 2       | 0,00   |  |  |  |
|             | Pour une humanité souveraine Changement citoyen | 0       | 0,00   |  |  |  |
|             | |         |        |  |  |  |
| Inscrits    | Inscrits | 409 191 | 100,00 |  |  |  |
| Abstentions | Abstentions | 188 038 | 45,95  |  |  |  |
| Votants     | Votants | 221 153 | 54,05  |  |  |  |
| Blancs      | Blancs | 3 953   | 1,79   |  |  |  |
| Nuls        | Nuls | 4 324   | 1,96   |  |  |  |
| Exprimés    | Exprimés | 212 876 | 96,26  |  |  |  |

## 2019
|             | Prenez le pouvoir, liste soutenue par Marine Le Pen Rassemblement national | 69 408  | 33,37  |  |  |  |
|             | Renaissance, soutenue par La République en marche, le MoDem et ses partenaires La République en marche - Mouvement démocrate - Agir - Mouvement radical - Union des démocrates et des écologistes (Madrolle) - Alliance centriste | 40 958  | 19,69  |  |  |  |
|             | La France insoumise - Parti de gauche - Gauche républicaine et socialiste - Mouvement républicain et citoyen | 17 709  | 8,51   |  |  |  |
|             | Europe Écologie Europe Écologie Les Verts - Alliance écologiste indépendante - Régions et peuples solidaires | 16 771  | 8,06   |  |  |  |
|             | Union de la droite et du centre Les Républicains - Les Centristes - Chasse, pêche, nature et traditions | 13 682  | 6,58   |  |  |  |
|             | Le courage de défendre les français avec Nicolas Dupont-Aignan. Debout la France - Centre national des indépendants et paysans | 9 390   | 4,51   |  |  |  |
|             | Envie d'Europe écologique et sociale Parti socialiste - Place publique - Nouvelle donne - Parti radical de gauche | 8 444   | 4,06   |  |  |  |
|             | Les Européens Union des démocrates et indépendants - Force européenne démocrate - La Gauche moderne | 5 510   | 2,65   |  |  |  |
|             | Liste citoyenne du printemps européen avec Benoît Hamon Génération.s - DiEM25 | 5 499   | 2,64   |  |  |  |
|             | Parti animaliste | 5 476   | 2,63   |  |  |  |
|             | Pour l'Europe des gens contre l'Europe de l'argent Parti communiste français - République et socialisme | 4 646   | 2,23   |  |  |  |
|             | Urgence écologie Génération écologie - Mouvement écologiste indépendant - Mouvement des progressistes - Union des démocrates et des écologistes (Bresson)                                                                         | 2 362   | 1,14   |  |  |  |
|             | Lutte ouvrière - Contre le grand capital, le camp des travailleurs Lutte ouvrière | 1 917   | 0,92   |  |  |  |
|             | Ensemble pour le Frexit Union populaire républicaine | 1 770   | 0,85   |  |  |  |
|             | Ensemble patriotes et gilets jaunes : pour la France, sortons de l'Union européennes ! Les Patriotes | 1 741   | 0,84   |  |  |  |
|             | Alliance jaune, la révolte par le vote Sans étiquette | 1 099   | 0,53   |  |  |  |
|             | Les oubliés de l'Europe - artisans, commerçants, professions libérales et indépendants - ACPLI Coordination nationale des indépendants                                                                                            | 424     | 0,20   |  |  |  |
|             | Espéranto - Langue commune équitable pour l'Europe Europe Démocratie Espéranto | 313     | 0,15   |  |  |  |
|             | À voix égales Sans étiquette | 285     | 0,14   |  |  |  |
|             | PACE - Parti des citoyens européens Parti des citoyens européens | 140     | 0,07   |  |  |  |
|             | Une Europe au service des peuples Union des démocrates musulmans français | 130     | 0,06   |  |  |  |
|             | Parti pirate | 83      | 0,04   |  |  |  |
|             | Mouvement pour l'initiative citoyenne | 77      | 0,04   |  |  |  |
|             | Décroissance 2019 Parti pour la décroissance | 44      | 0,02   |  |  |  |
|             | Liste de la reconquête Dissidence française | 30      | 0,01   |  |  |  |
|             | Allons enfants Allons enfants, le parti de la jeunesse | 30      | 0,01   |  |  |  |
|             | Une france royale au cœur de l'Europe Alliance royale | 14      | 0,01   |  |  |  |
|             | Pour une Europe qui protège ses citoyens Parti fédéraliste européen | 9       | 0,00   |  |  |  |
|             | Évolution citoyenne Sans étiquette | 9       | 0,00   |  |  |  |
|             | Démocratie représentative La Révolution est en marche | 7       | 0,00   |  |  |  |
|             | Union démocratique pour la Liberté, Égalité, Fraternité Union démocratique pour la liberté, égalité, fraternité | 3       | 0,00   |  |  |  |
|             | Neutre et actif Sans étiquette | 1       | 0,00   |  |  |  |
|             | Parti révolutionnaire Communistes | 1       | 0,00   |  |  |  |
|             | La Ligne claire Parti de l'in-nocence - Souveraineté, identité et libertés | 1       | 0,00   |  |  |  |
|             | |         |        |  |  |  |
| Inscrits    | Inscrits | 403 621 | 100,00 |  |  |  |
| Abstentions | Abstentions | 182 593 | 45,24  |  |  |  |
| Votants     | Votants | 221 028 | 54,76  |  |  |  |
| Blancs      | Blancs | 6 649   | 3,01   |  |  |  |
| Nuls        | Nuls | 6 396   | 2,89   |  |  |  |
| Exprimés    | Exprimés | 207 983 | 94,10  |  |  |  |

## 2014
|             | Liste Bleu marine : oui à la France, non à Bruxelles Front national - Rassemblement bleu Marine                                                   | 65 244  | 37,15  |  |  |  |
|             | Pour la France, agir en Europe avec Jérôme Lavrilleux Union pour un mouvement populaire                                                           | 30 648  | 17,45  |  |  |  |
|             | Choisir notre Europe Parti socialiste - Parti radical de gauche                                                                                   | 18 823  | 10,72  |  |  |  |
|             | Les Européens, liste soutenue par François Bayrou et Jean-Louis Borloo L'Alternative (Union des démocrates et indépendants - Mouvement démocrate) | 16 775  | 9,55   |  |  |  |
|             | Non à l'austérité. Pour l'Humain d'abord Front de gauche (Parti communiste français - Parti de gauche - Ensemble !)                               | 10 783  | 6,14   |  |  |  |
|             | Europe Écologie Europe Écologie Les Verts | 10 229  | 5,83   |  |  |  |
|             | Debout la France ! Ni système, ni extrêmes avec Nicolas Dupont-Aignan. Debout la République                                                       | 9 289   | 5,29   |  |  |  |
|             | Nouvelle donne | 3 611   | 2,06   |  |  |  |
|             | Lutte ouvrière - Faire entendre le camp des travailleurs Lutte ouvrière                                                                           | 2 895   | 1,65   |  |  |  |
|             | Nous citoyens | 2 454   | 1,40   |  |  |  |
|             | Citoyens du vote blanc Parti du vote blanc | 1 282   | 0,73   |  |  |  |
|             | Force vie Nord-Ouest Parti chrétien-démocrate | 712     | 0,41   |  |  |  |
|             | Pour une Europe des travailleurs et des peuples, envoyons valser l'austérité et le gouvernement ! Nouveau Parti anticapitaliste                   | 651     | 0,37   |  |  |  |
|             | UPR Nord-Ouest Union populaire républicaine | 540     | 0,31   |  |  |  |
|             | Europe citoyenne Cap21 | 536     | 0,31   |  |  |  |
|             | Les Pirates pour une Europe des citoyens Parti pirate                                                                                             | 357     | 0,20   |  |  |  |
|             | Espéranto - Langue commune équitable pour l'Europe Europe Démocratie Espéranto                                                                    | 344     | 0,20   |  |  |  |
|             | Parti fédéraliste européen | 221     | 0,13   |  |  |  |
|             | Radicalement citoyen Sans étiquette | 81      | 0,05   |  |  |  |
|             | Communistes | 76      | 0,04   |  |  |  |
|             | Europe décroissance Nord-Ouest Parti pour la décroissance                                                                                         | 38      | 0,02   |  |  |  |
|             | Féministes pour une Europe solidaire Sans étiquette                                                                                               | 13      | 0,01   |  |  |  |
|             | |         |        |  |  |  |
| Inscrits    | Inscrits | 409 747 | 100,00 |  |  |  |
| Abstentions | Abstentions | 224 631 | 54,82  |  |  |  |
| Votants     | Votants | 185 116 | 45,18  |  |  |  |
| Blancs      | Blancs | 6 726   | 3,63   |  |  |  |
| Nuls        | Nuls | 2 788   | 1,51   |  |  |  |
| Exprimés    | Exprimés | 175 602 | 94,86  |  |  |  |

## 2009
|                | Quand l'Europe veut, l'Europe peut Majorité présidentielle (Union pour un mouvement populaire - Nouveau centre - La Gauche moderne - Les Progressistes) | 36 423  | 22,39  |  |  |  |
|                | Changer l'Europe, maintenant ! Parti socialiste | 28 841  | 17,73  |  |  |  |
|                | Contre l'arnaque européenne Front national | 19 502  | 11,99  |  |  |  |
|                | Europe Écologie Les Verts - Régions et peuples solidaires                                                                                               | 15 897  | 9,77   |  |  |  |
|                | Démocrates pour l'Europe, liste soutenue par François Bayrou Mouvement démocrate                                                                        | 13 998  | 8,61   |  |  |  |
|                | Partout en Europe, pas question de payer leur crise ! Nouveau Parti anticapitaliste                                                                     | 11 614  | 7,14   |  |  |  |
|                | Libertas - Protéger nos emplois, défendre nos valeurs Chasse, pêche, nature et traditions - Mouvement pour la France                                    | 10 870  | 6,68   |  |  |  |
|                | Front de gauche, pour changer d'Europe Front de gauche (Parti communiste français - Parti de gauche - Gauche unitaire)                                  | 10 630  | 6,53   |  |  |  |
|                | Alliance écologiste indépendante - Notre énergie pour la Terre Mouvement écologiste indépendant - Génération écologie - La France en action             | 5 138   | 3,16   |  |  |  |
|                | Liste Lutte ouvrière soutenue par Arlette Laguiller Lutte ouvrière                                                                                      | 3 443   | 2,12   |  |  |  |
|                | Les gaullistes - Debout la République avec Nicolas Dupont-Aignan Debout la République                                                                   | 3 370   | 2,07   |  |  |  |
|                | L'Europe aux européens et la France aux français avec Carl Lang Parti de la France                                                                      | 2 493   | 1,53   |  |  |  |
|                | Europe Démocratie Espéranto | 288     | 0,18   |  |  |  |
|                | Pour une Europe utile Centre national des indépendants et paysans                                                                                       | 76      | 0,05   |  |  |  |
|                | Europe & Démocratie Rassemblement pour l'initiative citoyenne                                                                                           | 43      | 0,03   |  |  |  |
|                | Citoyens de tous horizons réunis autour de valeurs républicaines Union des gens                                                                         | 22      | 0,01   |  |  |  |
|                | Europe décroissance Parti pour la décroissance | 18      | 0,01   |  |  |  |
|                | Enfin du nouveau Communistes | 1       | 0,00   |  |  |  |
|                | |         |        |  |  |  |
| Inscrits       | Inscrits | 409 668 | 100,00 |  |  |  |
| Abstentions    | Abstentions | 236 800 | 57,80  |  |  |  |
| Votants        | Votants | 172 868 | 42,20  |  |  |  |
| Blancs ou nuls | Blancs ou nuls | 10 201  | 5,90   |  |  |  |
| Exprimés       | Exprimés | 162 667 | 94,10  |  |  |  |

## 2004
|                | Et maintenant, l'Europe sociale Parti socialiste                                                                    | 48 879  | 27,85  |  |  |  |
|                | UDF - Europe Union pour la démocratie française                                                                     | 25 894  | 14,75  |  |  |  |
|                | Front national soutenue par Jean-Marie Le Pen Front national                                                        | 21 453  | 12,22  |  |  |  |
|                | Avec l'Europe, voyons la France en grand ! Union pour un mouvement populaire                                        | 16 033  | 9,14   |  |  |  |
|                | Changeons d'Europe avec Philippe de Villiers Mouvement pour la France                                               | 14 645  | 8,34   |  |  |  |
|                | Avec les communistes, une autre voie pour une autre Europe Parti communiste français                                | 13 579  | 7,74   |  |  |  |
|                | CPNT - Pour la France qu'on aime, l'Europe des différences Chasse, pêche, nature et traditions                      | 9 147   | 5,21   |  |  |  |
|                | L'écologie, Les Verts - Parti Vert européen Les Verts                                                               | 9 075   | 5,17   |  |  |  |
|                | Liste LO-LCR soutenue par Arlette Laguiller et Olivier Besancenot Lutte ouvrière - Ligue communiste révolutionnaire | 5 531   | 3,15   |  |  |  |
|                | La France d'en bas                                                                                                  | 3 146   | 1,79   |  |  |  |
|                | Pasqua, la France en tête Rassemblement pour la France                                                              | 2 508   | 1,43   |  |  |  |
|                | Liste Parti des Travailleurs Parti des travailleurs                                                                 | 2 049   | 1,17   |  |  |  |
|                | Moins d'impôts, gérer utilement, l'emploi pour tous Rassemblement des contribuables français                        | 1 801   | 1,03   |  |  |  |
|                | Oui à l'Europe fraternelle Parti radical de gauche                                                                  | 1 316   | 0,75   |  |  |  |
|                | Vivre mieux avec l'Europe Sans étiquette                                                                            | 356     | 0,20   |  |  |  |
|                | Alliance royale | 46      | 0,03   |  |  |  |
|                | Europe Démocratie Espéranto                                                                                         | 38      | 0,02   |  |  |  |
|                | www.jevoteautrement.com Parti fédéraliste européen                                                                  | 14      | 0,01   |  |  |  |
|                | Pour une France indépendante, écologique et solidaire dans une Europe des nations Divers gauche                     | 0       | 0,00   |  |  |  |
|                | |         |        |  |  |  |
| Inscrits       | Inscrits | 400 736 | 100,00 |  |  |  |
| Abstentions    | Abstentions | 217 848 | 54,36  |  |  |  |
| Votants        | Votants | 182 888 | 45,64  |  |  |  |
| Blancs ou nuls | Blancs ou nuls | 7 378   | 4,03   |  |  |  |
| Exprimés       | Exprimés | 175 510 | 95,97  |  |  |  |

## 1999
|                | L'Europe des différences Chasse, pêche, nature et traditions                                                                         | 56 422  | 25,41  |  |  |  |
|                | Construisons notre Europe Parti socialiste - Parti radical de gauche - Mouvement des citoyens                                        | 33 791  | 15,22  |  |  |  |
|                | Rassemblement pour la France et l'Indépendance de l'Europe Mouvement pour la France - dissidents du Rassemblement pour la République | 19 887  | 8,96   |  |  |  |
|                | L'Union pour l'Europe, l'opposition unie Rassemblement pour la République - Démocratie libérale                                      | 17 546  | 7,90   |  |  |  |
|                | Bouge l'Europe ! Parti communiste français                                                                                           | 16 649  | 7,50   |  |  |  |
|                | Avec l'Europe, prenons une France d'avance Union pour la démocratie française                                                        | 14 903  | 6,71   |  |  |  |
|                | L'écologie, Les Verts Les Verts | 12 343  | 5,56   |  |  |  |
|                | Pour une autre Europe, liste conduite par Arlette Laguiller et Alain Krivine Lutte ouvrière - Ligue communiste révolutionnaire       | 11 843  | 5,33   |  |  |  |
|                | Pour une France libre, changeons d'Europe Front national                                                                             | 11 376  | 5,12   |  |  |  |
|                | Européens d'accord, Français d'Abord Mouvement national républicain                                                                  | 4 254   | 1,92   |  |  |  |
|                | Moins d'impôts maintenant Rassemblement des contribuables français                                                                   | 3 142   | 1,42   |  |  |  |
|                | Écologie, choix de la vie Mouvement écologiste indépendant                                                                           | 2 377   | 1,07   |  |  |  |
|                | Combat pour l'emploi Union pour la semaine des Quatre jours                                                                          | 1 967   | 0,89   |  |  |  |
|                | Vivant : énergie France, la voix des sans-parole Divers droite                                                                       | 1 057   | 0,48   |  |  |  |
|                | Liste de la loi naturelle Parti de la loi naturelle                                                                                  | 905     | 0,41   |  |  |  |
|                | Mi ou mi mwen Mouvement libéral martiniquais                                                                                         | 72      | 0,03   |  |  |  |
|                | Parti humaniste | 18      | 0,01   |  |  |  |
|                | Politique pour l'Europe Sans étiquette                                                                                               | 15      | 0,01   |  |  |  |
|                | Ligue nationaliste | 5       | 0,00   |  |  |  |
|                | Vive le fédéralisme Parti fédéraliste européen                                                                                       | 0       | 0,00   |  |  |  |
|                | |         |        |  |  |  |
| Inscrits       | Inscrits | 392 998 | 100,00 |  |  |  |
| Abstentions    | Abstentions | 170 953 | 43,50  |  |  |  |
| Votants        | Votants | 222 045 | 56,50  |  |  |  |
| Blancs ou nuls | Blancs ou nuls | 13 473  | 6,07   |  |  |  |
| Exprimés       | Exprimés | 208 572 | 93,93  |  |  |  |

## 1994
|                | L'Union UDF-RPR - Pour la France, pour l'Europe Union pour la démocratie française - Rassemblement pour la République                                                                   | 45 951  | 21,31  |  |  |  |
|                | Energie radicale avec Bernard Tapie Mouvement des radicaux de gauche | 26 989  | 12,52  |  |  |  |
|                | Europe solidaire Parti socialiste | 24 881  | 11,54  |  |  |  |
|                | La Majorité pour l'Autre Europe dissidents de l'Union pour la démocratie française | 24 037  | 11,15  |  |  |  |
|                | Contre l'Europe de Maastricht - Allez la France ! Front national | 22 183  | 10,29  |  |  |  |
|                | CPNT - La force de nos racines Chasse, pêche, nature et traditions | 21 942  | 10,18  |  |  |  |
|                | Liste présentée par le Parti communiste français conduite par Francis Wurtz Parti communiste français                                                                                   | 19 590  | 9,09   |  |  |  |
|                | Liste Lutte ouvrière conduite par Arlette Laguiller Lutte ouvrière | 7 427   | 3,44   |  |  |  |
|                | Union des écologistes pour l'Europe Les Verts - Société protectrice des animaux - L'écologie autrement                                                                                  | 5 808   | 2,69   |  |  |  |
|                | L'Autre Politique Mouvement des citoyens - Communistes rénovateurs | 4 153   | 1,93   |  |  |  |
|                | Génération écologie pour l'Europe - Les vrais écologistes avec Brice Lalonde Génération écologie                                                                                        | 3 979   | 1,85   |  |  |  |
|                | L'emploi d'abord Divers droite | 2 158   | 1,00   |  |  |  |
|                | L'Europe commence à Sarajevo | 1 876   | 0,87   |  |  |  |
|                | Liste de la loi naturelle Parti de la loi naturelle | 1 390   | 0,64   |  |  |  |
|                | Pour l'Europe des travailleurs et de la démocratie Parti des travailleurs | 1 100   | 0,51   |  |  |  |
|                | Démocraties pour les États-Unis d'Europe Convention démocrate - Rassemblement pour l'Europe fédérale                                                                                    | 997     | 0,46   |  |  |  |
|                | Politique de vie pour l'Europe Sans étiquette | 563     | 0,26   |  |  |  |
|                | Régions et Peuples solidaires Régions et peuples solidaires | 498     | 0,23   |  |  |  |
|                | Rassemblement de l'outre-mer et des minorités Parti progressiste démocratique guadeloupéen - Parti progressiste martiniquais - Parti socialiste guyanais - Parti communiste réunionnais | 86      | 0,04   |  |  |  |
|                | Europe pour tous Sans étiquette | 0       | 0,00   |  |  |  |
|                | |         |        |  |  |  |
| Inscrits       | Inscrits | 384 353 | 100,00 |  |  |  |
| Abstentions    | Abstentions | 153 076 | 39,83  |  |  |  |
| Votants        | Votants | 231 277 | 60,17  |  |  |  |
| Blancs ou nuls | Blancs ou nuls | 15 669  | 6,77   |  |  |  |
| Exprimés       | Exprimés | 215 608 | 93,23  |  |  |  |